# Русские машины
ООО «Русские машины» — крупнейший российский диверсифицированный холдинг, объединяющий производственные и инжиниринговые активы. Создан в 2011 году на базе машиностроительных активов, принадлежащих компании «Базовый элемент» (через кипрский офшор Consultrend Enterprises Limited), принадлежащая Олегу Дерипаске.

## Состав
Группа «Русские машины» объединяет активы в следующих отраслях народного хозяйства Российской Федерации:
- железнодорожное машиностроение
- автомобилестроение
- самолётостроение

## Автомобилестроение
Автомобилестроительные активы «Русских машин» включают производственные, сбытовые и сервисные структуры «Группы ГАЗ» — крупнейшего автомобилестроительного холдинга России. «Группа ГАЗ» основана в 2005 году в результате реструктуризации производственных активов ОАО «Руспромавто», существовавшего с 2001 года. В состав «Группы ГАЗ» входят 13 автомобилестроительных предприятий России, сбытовые и сервисные структуры. Штаб-квартира компании расположена в Нижнем Новгороде.

## Авиастроение
Авиастроительный бизнес «Русских машин» объединяет активы самарского завода «Авиакор» — одного из крупнейших в России авиастроительных предприятий. Основная сфера деятельности завода «Авиакор» — строительство, ремонт, обслуживание и поставка запчастей для пассажирских самолётов Ту-154М и Ан-140. Завод относится к числу немногих предприятий России, которые обладают опытом в области серийного производства самолётов из деталей, узлов и агрегатов собственного производства.

## Железнодорожное машиностроение
Единым центром управления активами «Русских машин» в области железнодорожного машиностроения является компания РМ Рейл (АО «РМ Рейл Холдинг»,  ранее ОАО «Русская корпорация транспортного машиностроения» («РКТМ»). Входящие в РМ Рейл предприятия производят грузовой подвижной состав, железнодорожные компоненты, оборудование для переработки и хранения нефтехимических и прочих продуктов, контейнеры различного вида и проч.
Входят следующие предприятия:
- АО «Рузхиммаш» (Рузаевский завод химического машиностроения) (Рузаевка, Мордовия) — производит все виды железнодорожного подвижного состава, включая цистерны, хопперы, полувагоны, крытые вагоны, платформы различных типов, думпкары, а также газовое оборудование и нефтехимическое оборудование.
- ООО «ВКМ-Сталь» (Саранск, Мордовия) — выпускает свыше 500  наименований литейной продукции для железнодорожной, автомобильной отрасли,  сельского хозяйства из различных марок углеродистых и легированных сталей, серого высокопрочного, легированного чугуна.
- АО «РМ Рейл Абаканвагонмаш» (Абакан, Хакасия) — крупнейшее предприятие машиностроительной отрасли России, которое специализируется на производстве универсальных (специальных) контейнеров. Линейка продукции включает более 70 моделей, мощности – свыше 10 тыс. единиц в год.
- АО «РМ Рейл Инжиниринг» (Саранск, Республика Мордовия) — российский инжиниринговый центр, специализирующийся на разработке грузовых вагонов, контейнеров, танк-контейнеров и нефтехимического оборудования. Выполняет предпроектную проработку, разработку эскизных и технических проектов; разработку конструкторской документации с выполнением полного комплекса прочностных и нормативных расчетов; патентные исследования; испытания грузового железнодорожного подвижного состава и его комплектующих и др.
- ООО «РМ Рейл РВС» (Рузаевка, Республика Мордовия) производит вертикальные стальные резервуары для нефтехимической, пищевой, транспортной и других отраслей.
- АО «Неон» (Инсар, Республика Мордовия) — производитель комплектующих для вагоностроения, горнодобывающей и других отраслей промышленности.
- ООО «ВКМ-Сервис» (Рузаевка, Республика Мордовия) — специализируется на сервисном обслуживании и ремонте грузовых вагонов.

В числе потребителей продукции и услуг— АО «Российские железные дороги», МЧС и Министерство обороны, ООО «Газпромтранс», ПАО «ГМК «Норильский никель», ПАО «Северсталь», ПАО «Лукойл», ПАО «НК «Роснефть», ПАО «Трансконтейнер», ПАО «НОВАТЭК», ПАО «ФосАгро», АО «МХК «ЕвроХим», ПАО «Тольятти-Азот» и др.

## Санкции
В апреле 2022 года компания включёна в санкционный список Евросоюза в связи с вторжением России на Украину так как холдинг «производит бронетранспортеры БТР-80, которые были использованы Россией в ходе неспровоцированной агрессии в Украине в 2022 году». 23 февраля 2023 года холдинг попал в санкционный список Канады против предприятий, участвующих в оборонной промышленности России и производстве вооружения которое Россия использует на Украине. По аналогичным основаниям холдинг находится под санкциями США, Украины и Швейцарии.